# Hollerung Károly
Hollerung Károly (szlovákul Karol Hollerung; 1841. január 29. / 1842. július 1. – Modor, 1918. augusztus 14.) modori evangélikus főesperes-lelkész.

## Élete
Apja Hollerung Károly (1811–1864) esperes és modori lelkész volt. Szintén modori német evangélikus lelkész lett.
A Pozsonyi Evangélikus Líceumban tanult, ahol ösztöndíjas tanuló volt. 1870-től a modori állami tanítóképző melletti igazgatótanács tagja, 1871-től pedig evangélikus hittantanára. 1896-tól az evangélikus teológiai akadémia nagybizottságának tagja. A pozsonyi szeniorátus esperese volt 1897–1912 között. 1912-től betegeskedett.
1889-től Fürst János és Freytag Viktor mellett az egyik, 1891-ben, 1897-ben, 1899-ben és 1900-ban az Evangelische Glocken szerkesztője volt. A pozsonyvidéki lelkészi értekezlet ügyvezető elnöke volt.
Felesége Röck Lujza, gyermekei Hollerung Károly (1873?-1938) tanár, Lujza és Gábor főmérnök. Modoron kísérték utolsó útjára, jelképesen a Fiumei úti sírkertben a Röck–Hunfalvy–Hollerung családi sírbolt márványtábláján is megemlékeztek róla és feleségéről.

## Elismerései
- 1904 Ferenc József-rend lovagkeresztje[14]

## Művei
- 1881 Adatok a modori protestáns gymnasium történetéhez. A Pozsonyvármegyei Régészeti és Történelmi Egyesület 1878-1881. évi Értesítője.
- 1898 A lelkészi hivatal irattáráról. Evangélikus Egyház és Iskola 16, 596-597.
- 1899 Az ev. lelkész tudományos továbbképzéséről. Evangélikus Egyház és Iskola 17/7, 73-75.
- 1909 Jahres-Bericht für die ewangelische kirchengemeinde A. B. zu Modern.